# Мораго
Мораго је насеље у Италији у округу Милано, региону Ломбардија.
Према процени из 2011. у насељу је живело 651 становника. Насеље се налази на надморској висини од 101 м.